# میساکی کونو
میساکی کونو (انگلیسی: Misaki Kuno; ۱۹ ژانویهٔ ۱۹۹۳ – ) صداپیشه، بازیگر، و بازیگر خردسال اهل ژاپن بود. وی از سال ۱۹۹۹ میلادی تاکنون مشغول فعالیت بوده‌است.